# Інтернет в Україні
Інтернет в Україні — уся наявна на території країни інфраструктура інтернет-послуг та самі послуги.

## Основні параметри
Україна має великий і постійно збільшуваний інтернет-сектор. Національний домен верхнього рівня (ccTLD) — .ua — було зареєстровано 1 грудня 1992 року.

## Історія Інтернету в Україні

### 1990-ті
Детальніші відомості з цієї теми ви можете знайти в статті про перший вузол Інтернету в Україні.
Перші користувачі мережі Інтернет з'явилися на теренах України ще за радянських часів. У 1990 році було створено перші три вузли доступу до мережі (через Москву до Фінляндії) та розпочато підтримку української частини доменного простору мережі Інтернет — домену «.ua». Спочатку він підтримувався неформально, а 1 грудня 1992 року його було офіційно делеговано Україні. З цього часу і почався відлік історії українського сегмента мережі Інтернет.
До кінця 1991 року провайдер "Технософт" обслуговував абонентів у всіх великих містах України. Швидкість становила 2,5 кілобіт за секунду. В лютому 1993 року Уарнет спільно зі Шведською космічною корпорацією побудував перший в Україні супутниковий канал зв'язку (через супутник Tele-X), що стало першим в Україні прямим включення у глобальний Інтернет.
У грудні 1999 року було створено Студію Айкен — одна з перших «ковалень» українських сайтів.

### 2000
У листопаді 2000 створена Інтернет асоціація України (ІАУ).

### 2006

Діаграма зміни чисельності інтернет-користувачів в Україні 2000—2010 роки

У січні 2006 року величина української інтернет-аудиторії склала 4 207 391 унікальний користувач за даними сайту Sputnikmedia.net [Архівовано 24 лютого 2007 у Wayback Machine.].
Сайт internetworldstats.com [Архівовано 10 лютого 2007 у Wayback Machine.] подає цифру 5 278 100 користувачів станом на березень 2005 року, що становить 11,5 % населення України. Збільшення інтернет-аудиторії в Україні в 2000—2007 роках склало 2539,1 %. Оскільки у 2000 році налічувалося 200 000 користувачів і це становило приблизно 0,4 % від загального населення України.
Сайт «Суспільне» оцінював кількість інтернет-користувачів у понад 4 мільйони у 2006 році.

### 2007
За повідомленням пресслужби Департаменту зв'язку та інформатизації Міністерства транспорту та зв'язку станом на 1 січня 2007 року в Україні налічувалося близько 9 млн користувачів. Це приблизно 18,75 % від кількості жителів України.
За даними TNS Україна, близько 7 млн користувачів заходять в Інтернет не менше одного разу на тиждень.
Запущено перший вільний український торент-трекер — «Hurtom».

### 2008

#### Травень
Кількість користувачів українського Інтернету в травні 2008 року зросла на 0,77 % порівняно з квітнем і склала 8 471 954 унікальних користувачі на місяць.
За географічним розподіленням першість тримав київський регіон. Його частка становила 58,82 % від загальної кількості відвідувачів. Далі йшли Одеса, Дніпро, Донецьк, Харків, Львів, Запоріжжя, Крим. Їх загальна частка складала 30,89 %. Найменша активність користувачів Інтернету була відзначена в Чернівецькій та Житомирській областях — всього по 0,17 %. На інші регіони припадало 9,95 % користувачів.
За тодішніми даними TNS Україна та дослідницької компанії InMind, кількість користувачів українського всемережжя становила 10 мільйонів абонентів.

#### Жовтень
Розмір української аудиторії користувачів Інтернету (унікальних користувачів, що зробили більше одного перегляду сторінки за жовтень 2008 року і користувачів, що переглядали сторінки в жовтні та в вересні) склало станом на кінець жовтня 10 164 517 осіб, що на 6 % більше, ніж у вересні 2008 року.
У процентному співвідношенні: зі значним відривом попереду був Київ — 58,96 % від усіх користувачів Інтернету в Україні.
Далі йшли Одеса (6,43 %), Дніпро (5,62 %), Донецьк (5,41 %), Харків (4,44 %), Львів (3,58 %), Запоріжжя (2,47 %), Крим (2,70 %). Загальна частка цих регіонів у відсотках — 30,65 %. На інші регіони України припадало менше 10 % користувачів Інтернету.
Найнижчі показники: Луцьк (0,17 %), Житомир (0,21 %) та Чернівці (0,22 %).

#### Грудень
41 % українців, які мешкали у містах з населенням понад 50 000 осіб, користувалися Інтернетом. Кількість користувачів Інтернету в містах складала 6,638 мільйона осіб, найбільшою віковою групою були 30-39-річні українці (22,8 %). Зазвичай велика «молодіжна» група (14-19 років) користувалася послугами мережі дещо менше — 19,3 %. 40-49-річних користувачів Інтернету ще менше — 15 %. Загалом у віковій групі 25-40 років 43,2 % населення користувалося Інтернетом.
87 % інтернет-аудиторії відвідували всесвітню мережу щонайменше один раз на тиждень, водночас 44 % — один або кілька разів на день.
Доходи 18 % користувачів Інтернету вважалися високими і 66 % — середніми.

### 2009

#### Березень
Українська аудиторія користувачів Інтернету (користувачі, які зробили більше одного перегляду сторінки за березень 2009 року, й користувачі, які переглядали сторінки в березні й у попередньому місяці) у березні 2009 року становила 11,96 млн осіб, що на 9,4 % більше, ніж у лютому 2009 року.
У регіональному розподілі користувачів зі значним відривом лідирував Київ, на який у березні припадало 60,14 % усіх користувачів Інтернету в Україні. Далі йшли Одеса (5,14 %), Харків (5,39 %), Дніпро (4,92 %), Донецьк (4,82 %), Львів (2,83 %), Крим (2,80 %), Запоріжжя (1,80 %). Сумарна частка цих регіонів становила 24,9 %.
На решту регіонів України припадало 13,26 % користувачів.
Аутсайдерами за рівнем проникнення Інтернету в березні 2009 року були Луцьк (0,18 %), Житомир (0,21 %), Чернівці (0,32 %) і Закарпаття (0,31 %).

#### Листопад
За підсумками осені 2009 року інтернет-аудиторія в Україні складала 8,25 млн унікальних користувачів, що на 1,613 млн більше від подібного показника осені-2008. Про це свідчили підсумки дослідження, проведеного компанією «GfK Ukraine» на замовлення Української асоціації інтернет-реклами (УАІР).
Найбільша динаміка приросту відвідувачів Інтернету спостерігалася в містах з населенням 50-100 тис. мешканців — зростання за рік склало 14 %. Також 2009 року Інтернетом користувалися набагато активніше — денне охоплення в тому році складало 31 % жителів України у містах з населенням від 50 тис. (в тому числі мільйонниках) проти 18 % 2008 року.

### 2010
У квітні 2010 року дослідження «Gemius Україна» показало 8,669 млн постійних користувачів від 16 років і старших (тобто про річний ріст у 1,438 млн проти квітня 2009). Водночас на замовлення ІнАУ оприлюднені дані «InMind»: 12 млн або охоплення інтернет-доступу на рівні 32 %.
У червні «Бігмір» нарахував 18 581 501 унікального користувача.
На 6 жовтня 2010 року в Україні налічувалося 12 900 000 користувачів Інтернету за даними «InMind».
33 % всіх мешканців України відвідували Інтернет не рідше одного разу на місяць. Понад вісім мільйонів інтернет-користувачів проживали у великих містах і містах з чисельністю населення більш ніж 50 тисяч, 4,6 мільйона користувачів проживали у менших населених пунктах.
З усіх українських інтернет-користувачів віком від 15 років 8,7 мільйона використовували Інтернет кожен або практично кожен день.
Найвищий рівень поширення Інтернету був серед молодих вікових груп: всесвітньою мережею користувалося 61 % населення віком від 15 до 29 років, 39 % осіб віком від 30 до 44 років.

### 2011
За підсумками дослідження, яке провів «Міжнародний центр перспективних досліджень» (МЦПД), що були надруковані у вересні 2011 року в журналі WEEKLYUA, була оприлюднена порівняльна ситуація із доступом мешканців різних регіонів України до Інтернету. Найменші можливості для доступу мали мешканці Рівненської області, у яких показник ледве сягав 2 %, що у міжнародному вимірі, відповідало рівню Афганістану. Найкращі можливості для вибору послуг доступу до Інтернету мали мешканці Києва, там близько 90 % киян, були користувачами Всесвітньої мережі, що у міжнародних вимірах відповідало рівню Нідерландів.
|                                                               | У деяких столичних багатоповерхівках свої послуги мешканцям готові надати одразу 14 кабельних операторів, тоді як у багатьох невеликих містах і селах люди досі змушені займати телефонну лінію, щоб вийти в мережу. |
| — Міжнародний центр перспективних досліджень, журнал WEEKLYUA | |

### 2012
За даними аналізу інтернет-аудиторії України в березні 2012 доступ до Інтернету мало 48 % мешканців України віком 15 років і старше. Користувалися інтернетом:
- 42 % (16,9 млн) раз на місяць і частіше
- 39 % (15,7 млн) раз на тиждень і частіше
- 31 % (12,4 млн) щодня, або майже щодня.

Кількість абонентів Інтернету в Україні в другому кварталі 2012 року порівняно з другим кварталом 2011 року збільшилась на 30 % і склала 4,64 млн осіб, до того ж понад 4,2 млн з них становили домашні абоненти.

### 2013
Згідно з даними Київського міжнародного інституту соціології (КМІС), у вересні 2013 року 49,8 % дорослого населення України користувалися Інтернетом. Таким чином зростання числа користувачів тривало навіть більшими темпами, ніж це передбачалося. Стрімкість приросту протягом лютого 2012 — жовтня 2013 років склала 16 %, що трохи поступається найбільшому стрибку в 34 % у період з березня 2011 по лютий 2012 року.

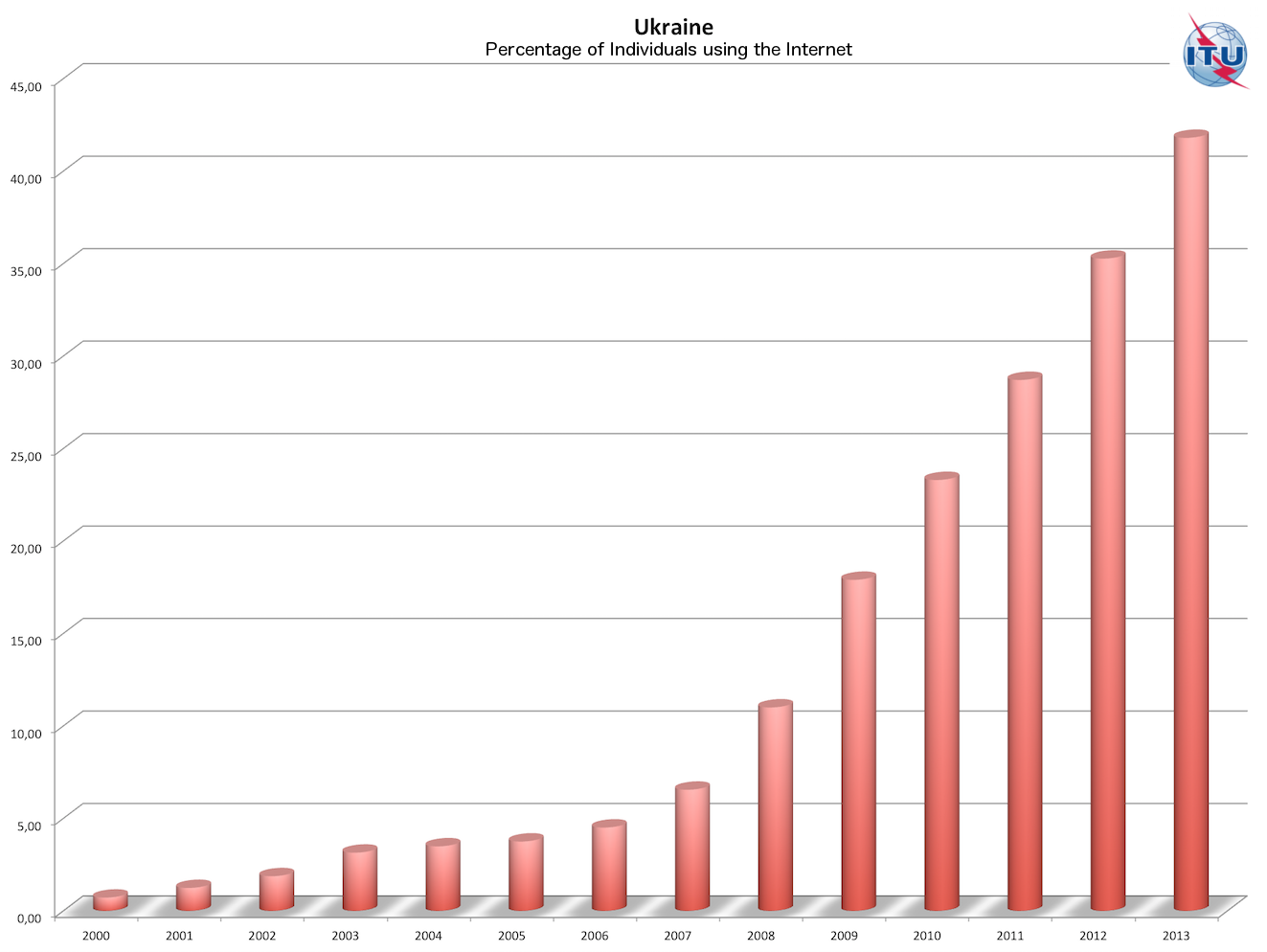
Діаграма зміни чисельності інтернет-користувачів в Україні 2000—2013 роки (джерело ITU)

Менш оптимістичну цифру 41,8 % оприлюднив Міжнародний телекомунікаційний союз.

### 2014
За останні роки, особливо після 2014, з'явилася велика кількість YouTube-каналів для дітей українською мовою. Постійно збільшувалася кількість україномовних блогерів на YouTube.

### 2015
У вересні 2015 року в місті Одесі відбулась найбільша подія року для телеком-індустрії — Всеукраїнська конференція «Telecom Ukraine 2015», яка об'єднала понад 300 учасників — керівників підприємств галузі зв'язку, інформатизації та телекомунікацій, представників держави, громадських діячів, світових виробників сучасного телекомунікаційного обладнання та інших делегатів, зацікавлених у розвитку вітчизняної галузі.
Ініціаторами та організаторами Конференції виступили ІнАУ, ДП «UA-IX», Telecom Summit та Telecom Fiesta. Згуртувавши зусилля з підготовки такого велелюдного заходу, організатори ставили перед собою мету об'єднати якнайбільшу кількість учасників не лише телекомунікаційної галузі України, але і представників кабельного ТБ та медіаіндустрії, щоби залучити до спілкування та взаємодії між собою і з державою усі складові вітчизняної галузі інформатизації. До співпраці також були запрошені та взяли активну участь у підготовці програми профільні асоціації: АПІТУ, АППК, ТелПУ, ВАОККТ та Укртелемережа.
Кількість користувачів інтернетом 2015-го продовжувала зростати більшими темпами, ніж це передбачалося. Стрімкість приросту протягом лютого 2015 — лютого 2016 років склала 8 %. Більш тривалі порівняння коректно робити не вдавалося із 2014 року, оскільки становище в країні різко змінилося через агресію з боку РФ. Та все ж, попри усі негаразди, користування Інтернетом неухильно зростало — всього за період з лютого 2014 до лютого 2016 років кількість користувачів Інтернетом зросла на 7 відсоткових пунктів, а стрімкість приросту становила 13 %.

### 2016
Згідно з даними КМІС (оприлюднено на їхньому офіційному сайті 4 травня 2016 року), які представляли підсумки опитування, проведеного протягом лютого 2016 року, на початку року 61,6 % дорослого населення України користувалося Інтернетом. Частка користувачів Інтернету серед людей 18-39 років в Україні сягнула 91 %. Старший вік та проживання у сільській місцевості значно зменшувало ймовірність користування Інтернетом. Опитування проводилось в усіх регіонах України крім окупованого Криму та тимчасово непідконтрольних Україні територій Донбасу.
Річний звіт Національного банку за 2015 рік вперше поширювався винятково інтернет-каналами у двох версіях — повнокольорова версія для перегляду та ЕСО-версія для друку.

### 2017
Згідно з даними Інтернет Асоціації України (поширено на їхньому офіційному сайті у квітні 2017 року), які представляли результати опитування, проведеного протягом лютого 2017 року, на початку року 64,7 % дорослого населення України користувалися Інтернетом. Частка відвідувачів Інтернету серед людей 15-29 років в Україні сягала 97 %. Старший вік та проживання у сільській місцевості значно зменшували ймовірність користування Інтернетом. Опитування проводилось у всіх регіонах України крім окупованого Криму та тимчасово непідконтрольних Україні територій Донбасу. Кількість користувачів Інтернету продовжувала зростати. Найчастіше виходили до Інтернету за допомогою стаціонарного ПК — 51 %, стільникових телефонів — 50 %, ноутбуків — 42 %, планшетних комп'ютерів — 21 %, стаціонарних ПК на роботі — 8 %, ноутбуків на роботі — 5 %. В Україні послуговувалися Інтернетом близько 21,6 млн користувачів. Жінки складали 51 % від усіх користувачів, чоловіки — 49 %. Мешканці сіл становили 27 % загальної кількості, при тому що серед усіх мешканців сіл уже 53 % з них користувалися Інтернетом.

### 2018
На ринку галузі телекомунікацій станом на кінець 2018 року працювали тисячі суб'єктів господарювання, більшість — фізичні особи - підприємці. Основні показники галузі за 2018 рік були наступними: загальний річний дохід ринку зв'язку склав 62 млрд грн, що на 10,2 % більше порівняно з 2017 роком. З них майже половина — 35 млрд грн - становили доходи операторів мобільного зв'язку. Динаміка росту за звітний 2018 рік склала 11 % відповідно до 2017 року. За 2018 рік операторами мобільного зв'язку інвестовано у галузь сукупно близько 10 млрд грн (без врахування вартості 4G ліцензій). Найбільш відвідуваними сайтами на кінець року були: google, youtube.com, facebook.com, ukr.net, vkontakte (vk.com), olx.ua, privatbank.ua, yandex, odnoklassniki (ok.ru), sinoptik.ua, instagram.com, prom.ua.

### 2019
За даними «Gemius», станом на червень 2019 в Україні було 24,8 млн користувачів Інтернету.
Згідно з даними щорічного дослідження Kantar Україна [Архівовано 3 грудня 2019 у Wayback Machine.] 2019 року, 74 % населення України користувалося Інтернетом (12-70 років). 85 відсотків з них — кожен день.
19 млн українців використовували власні смартфони для виходу в інтернет-мережу.
Україна 2019 року посідала лише 82 місце, при тому що минулого 2018 року в рейтингу країн зі швидкісним Інтернетом, вона була на 58 місці.
Водночас станом на вересень 2019 року Україна посідала четверте місце серед усіх держав ЄС-39 за кількістю FTTH/B-вузлів (Fiber To The Building — волоконно-оптичний кабель до будівлі) та FTTH (Fiber To The Home — волоконно-оптичний кабель безпосередньо до квартири/офісу) — 11,24 млн одиниць. Більше лише в Іспанії, Франції та Росії. Загалом на території ЄС-39 налічувалося близько 400 млн FTTH/B-вузлів, половина з яких припадала на ТОП-5 країн.
Попри те, що 2019 року українці стали набагато менше довіряти ЗМІ (довіра загалом до всіх традиційних медіа впала на 11 % порівняно з 2018 роком), а довіра зокрема коливається між 19 % до загальнонаціональної преси, 22 % — до місцевого радіо та 49 % — до загальнонаціональних телеканалів — за даними USAID-Internews, загальнонаціональним інтернет-медіа, довіряли 51 % респондентів.

### 2020
За рік карантину, пов'язаного з пандемією коронавірусу COVID-19, з початку 2020-го до початку 2021 року, тобто за 2020 рік, українська аудиторія соцмереж збільшилася на 7 млн осіб, зазначається в повідомленні компанії GlobalLogic із посиланням на підсумки дослідження, проведеного на основі відкритих даних.
«На початку 2020 року в Україні було 19 млн користувачів [соцмереж], 2021 року цифра досягла 26 млн. Водночас проникнення соцмереж зросло наполовину: наразі у них зареєстровані 60 % населення країни, тоді як у січні 2020 року було трохи більше ніж 40 %», наголошується в цьому повідомленні.
Загалом цифрова культура активно розвивається в Україні, адже лише з жовтня 2020 по січень 2021 року кількість 5G-смартфонів в Україні зросла з 31 тисячі до 194 тисяч одиниць. Водночас кількість 4G-смартфонів за цей же час збільшилася вже з 30 млн до 39,9 млн штук.

### 2021
Станом на початок 2021 року кількість українських інтернет-користувачів становила майже 30 мільйонів, тобто близько 67 % населення країни.
У 2021 році в Україні Інтернет вперше обійшов телебачення як джерело інформації. За результатами опитування, проведеного Research&Branding Group, 51 % опитаних українців у якості джерела інформації віддають перевагу Інтернету, тоді як телебаченню — 44 %, а радіо й друкованій пресі — 2 %.
Також у 2021 році українці стали вдвічі частіше натрапляти на шахраїв в інтернеті. Кіберзлочинці найчастіше атакують користувачів через популярні месенджери, а електронна пошта під час онлайн-шопінгу майже не має попиту.
За останні пів року 45 % з опитаних українців стикалися зі спробами онлайн-шахрайства. Минулого 2020 року цей показник був удвічі менший — 22 %. Найчастіше з початку 2021 року атакували мешканців великих міст — ⅔ випадків.
А також, згідно з інформацією Verizon, в 2021 році 36 % порушень у сфері кібербезпеки були пов'язані з фішинговими атаками, в ході яких зловмисники маскувались під співробітників установ, що викликають довіру у користувачів, і вимагають конфіденційну інформацію. Основною темою, яку шахраї використовували в 2021 році, була пандемія коронавірусу. Зловмисники змінювали свої фішингові кампанії в залежності від новин.

### 2022
Україна піднялася в глобальному рейтингу швидкості мобільного інтернету на 15 позицій, повідомляє Ookla Speedtest Global Index, - з 77 місця в січні 2021 на 62 позицію в січні 2022 року. Згідно з дослідженням Ookla, середня швидкість завантаження в мобільній мережі зросла майже на 10 Мбіт/с — з 19,66 Мбіт/с на початку 2021 до 29,06 Мбіт/с у 2022.

### 2024
За рейтингом популярного ресурсу Speedtest, що вимірює швидкість онлайн-з’єднань, стало відомо, що в 2024 році Україна займає одне з останніх місць у світі за показниками мобільного інтернету. Згідно з даними на червень 2024 року, країна посідає 93 місце зі 108 вимірюваних, з середньою швидкістю в 21,24 Мбіт/с. Це на 2,5 раза нижче за світовий середній показник, що відзначається недостатньою ефективністю інтернет-інфраструктури на мобільних мережах в Україні. Ситуація зі стаціонарним інтернетом в Україні дещо краща: Україна посідає 70 місце серед 159 країн зі швидкістю 80,2 Мб/с.

## Провайдери Інтернету в Україні

### Широкосмуговий доступ до інтернету
| № п/п | Назва компанії або мережі | Кількість абонентів у тисячах (абсолютна), понад | Кількість абонентів у відсотках (%), відносна | Примітки            |
| ----- | ------------------------- | ------------------------------------------------ | --------------------------------------------- | ------------------- |
| 1     | Укртелеком                | 1 450                                            | 33,35                                         | не входить до UA-IX |
| 2     | Київстар                  | 514                                              | 11,82                                         |                     |
| 3     | Воля                      | 500                                              | 11,50                                         |                     |
| 4     | Тріолан                   | 250                                              | 5,75                                          |                     |
| 5     | Датагруп                  | 162                                              | 3,73                                          |                     |
| 6     | Vega                      | 145                                              | 3,33                                          |                     |
| 7     | ТЕНЕТ                     | 96                                               | 2,21                                          |                     |
| 8     | Airbites                  | 80                                               | 1,84                                          |                     |
| 9     | Фрегат                    | 78                                               | 1,79                                          |                     |
| 10    | О3                        | 77                                               | 1,77                                          |                     |
| 11    | інші провайдери           |                                                  |                                               |                     |

Перші три компанії разом охоплюють більше половини ринку.
| № п/п | Назва компанії або мережі | Кількість абонентів у тисячах (абсолютна), понад |
| ----- | ------------------------- | ------------------------------------------------ |
| 1     | Укртелеком                | 1 603                                            |
| 2     | Київстар                  | 829                                              |
| 3     | Воля                      | 670                                              |
| 4     | Тріолан                   | 299                                              |
| 5     | Фрегат                    | 292                                              |
| 6     | Датагруп                  | 231                                              |
| 7     | Ланет                     | 160                                              |
| 8     | Vega                      | 148                                              |
| 9     | ТЕНЕТ                     | 143                                              |
| 10    | О3                        | 121                                              |
|       |                           |                                                  |

## Точки обміну трафіком
Українські провайдери з'єднуються між собою за допомогою каналів, які утворюють в залежності від наявності спільних інтересів або домовленостей. Але такий підхід впливає лише на зручність доступу користувачів однієї підмережі до інформаційних ресурсів іншої підмережі на час організації таких каналів, у разі відсутності прямих каналів інформаційний обмін між вузлами здійснюється через закордонні канали зв‘язку.
| Місце розташування                                         | Скорочена назва                                      | Повна назва                                               | Кількість учасників | Сумарний трафік, Гбіт/с | Кількість технічних майданчиків | Опис |
| ---------------------------------------------------------- | ---------------------------------------------------- | --------------------------------------------------------- | ------------------- | ----------------------- | ------------------------------- | --- |
| Київ, Одесса, Львів, Дніпро, Варшава, Амстердам, Франкфурт | 1-IX                                                 | Перша міжнародна розподілена мережа обміну трафіком 1-IX. | 155                 | 3300                    | 15                              | Розподілена міжнародна мережа обміну трафіком 1-IX.EU надає рішення по оптимізації трафіку та підвищенню надійності (у тому числі резервуванню) його доставки від ключових трафікогенераторів, а саме організувати пряме з’єднання з Telegram, Apple, Wargaming, Amazon, Velve, Twitch, Meta, Google AM-IX, PLIX, інших як в Україні так і у Європі. |
| Київ                                                       | UA-IX                                                | Українська мережа обміну Інтернет-трафіком                | 180                 | 350-450                 | 3                               | працює з серпня 2000, забезпечує максимальну зв'язність мереж українських провайдерів і ефективний обмін трафіком між ними за найкоротшими маршрутами, без виходу в закордонні мережі |
| Київ                                                       | DTEL-IX                                              | точка обміну трафіком                                     | 170                 | 800-900                 | 4                               | проєкт компанії ТОВ «Діджитал Телеком Ай-Ікс» |
| Київ                                                       | DataIX                                               | міжнародна пірингова мережа                               | немає даних         | немає даних             | 1                               | із січня 2013 року, проєкт компанії «Піринг» |
| Київ                                                       | Giganet-IX                                           | ТОВ «Українські магістральні мережі»                      | 85                  | 1000-1080               | 1                               | |
|                                                            |                                                      |                                                           |                     |                         |                                 | |
| Харків                                                     | KH-IX                                                | Харківська точка обміну Інтернет-трафіком                 | 49                  | 6                       | 1                               | працює на базі мережі провайдера «itl.ua» |
| Одеса                                                      | OD-IX [Архівовано 10 жовтня 2019 у Wayback Machine.] | Одеська мережа обміну трафіком                            | 22                  | 8,96                    | немає даних                     | |
| Крим                                                       | Crimea-IX                                            | Кримська мережа обміну трафіком                           | 22                  | 1,2                     | 4                               | |
| Донецьк                                                    | DN-IX                                                | Донецька мережа обміну IP—трафіком                        | 11                  | 1,25                    | 3                               | |
| Житомир                                                    | ZT-IX                                                | Житомирська точка обміну трафіком                         | 4                   | немає даних             | 1                               | працює на базі мережі провайдера «AirExpress» |
| Чернігів                                                   | CH-IX                                                | Чернігівська мережа точок обміну IP-трафіком              | немає даних         | 4                       | немає даних                     | за підтримки провайдера «ОКей Інтернет» |
| Рівне                                                      | RV-IX                                                | Рівненська мережа обміну трафіком                         | 9                   | 4                       | 2                               | Незалежна від конкретного провайдера |

## Популярні ресурси
За версією компанії Kantar, станом на серпень 2021 року найбільш поширеними ресурсами в Україні були:
1. «Google.com.ua» (google.com.ua) — пошуковик та мультисервісний портал (українське представництво)… охоплення 91,7 %;
2. «YouTube» (youtube.com) — відеохостинг… 70,5 %;
3. facebook.com — соціальна мережа… 51,8 %;
4. rozetka.com.ua — інтернет-магазин… 41,3 %;
5. «Вікіпедія» (wikipedia.org) — загальнодоступна вільна багатомовна онлайн-енциклопедія… 39,3 %;
6. «OLX» (olx.ua) — сайт безкоштовних оголошень (українська локалізація)… 38,1 %;
7. prom.ua — онлайн-майданчик для роздрібної та гуртової торгівлі товарами й надання послуг… 36,1 %;
8. instagram.com — соціальна мережа… 34,1 %;
9. privatbank.ua — банк… 34,1 %;
10. ukr.net — електронна пошта… 28,4 %;
11. sinoptik.ua — метеорологічний сайт… 24,2 %;
12. telegram.org — безкоштовний месенджер… 23,8 %;
13. next.privat24.ua — інтернет-банк… 23,3 %;
14. rezka.ag — перегляд фільмів онлайн… 19,1 %;
15. epicentrk.ua — супермаркет непродовольчих товарів… 17,6 %;[53]

Через культурну та мовну невизначеність суспільства чимало українських онлайн-ресурсів довгий час були цілком російськомовними, деякі представляли механічну суміш української та російської, треті існують у двомовному (подекуди з англійською — тримовному) варіанті. Після 2006 року в УАнеті відбувалося збільшення властиво українського контенту, але без помітного зростання питомої ваги української мови.
Після блокування 15 травня 2017 року російських сайтів через агресію Російської Федерації щодо України їхній рейтинг різко почав знижуватися. Facebook вперше обійшов ВКонтакті. Частка пошуковика Google піднялася із 70 до 82 %, натомість частка Яндекса впала із 25 до 16 % і продовжувала знижуватися, Мейл.ру охоплював менше 5 %, решта — ще менше. Вже за травень кількість українських відвідувачів російських сайтів зменшилася із 25 млн до 12 млн на день.

### Facebook
2011 року в Україні було 1 686 500 користувачів Facebook, а в жовтні 2013 року — понад 3 000 000. За даними Інтернет-асоціації України, 2019 року 13 мільйонів українців користувалися Facebook. У 2018 році ця кількість зросла на 3 млн, або на 30 %, а за попередні п'ять років на 9,8 млн або 306,2 %. В листопаді 2019 року Інтернет-асоціація України заявила, що Facebook є найпопулярнішою соціальною мережею України.

### Twitter
За даними Google Analytics, 2012 року кількість щоденних відвідувачів Twitter з України досягало 120 000, тоді як «Яндекс. Україна» оцінила кількість українських користувачів у 500 000, а GfK Ukraine, компанія з дослідження ринку, виявила, що чверть користувачів українського Twitter повністю нехтують своїми обліковими записами, тоді як 28 % перевіряють їх лише зрідка. Дослідження групи Research & Branding Group у лютому 2021 року показало, що 6 % українців користуються Twitter.

### Instagram
Згідно з дослідженнями PlusOne Communications Group, у березні 2019 року в Україні було 11 мільйонів користувачів Instagram. Українці віком до 30 років більше користувалися Instagram, ніж Facebook. За даними Інтернет-асоціації України, 2017 року мережею користувалися 3,8 мільйона осіб, 2018-го це було 7,3 мільйона осіб.

### Telegram
Дослідження групи Research & Branding Group у лютому 2021 року показало, що 17 % українців користуються Telegram. За даними опитування, кількість його користувачів в Україні зросла втричі з 2018 року.

## Державна інформатизація
Проблеми інформатизації органів державної влади, державних організацій та підприємств викладені в указі Президента України N 663 від 17 червня 1997 року та Національній програмі інформатизації України.
Попри всі проблеми, вади, наявні обмеження, мережа Інтернет все більше використовується в державних установах. Є проєкти інформаційних систем, де прийняті технічні рішення на базі можливостей і технологій Інтернету (в цих системах інформація не належить до категорії з обмеженим доступом).
У вже згаданому указі Президента та Національній програмі інформатизації передбачено ряд завдань щодо створення корпоративних мереж науково-дослідних установ, міністерств, Відомство|відомств. Виходячи з обмежених обсягів фінансування, для деяких проєктів базовим варіантом може бути Інтернет.
Застосунок Дія, запроваджений в Україні 2020 року, дає змогу зберігати водійське посвідчення, внутрішній і закордонний паспорти й інші документи в смартфоні, а також передавати їхні копії при отриманні банківських чи поштових послуг, заселенні в готель і в інших життєвих ситуаціях. Також через Дію (застосунок і/або портал) можна отримати такі послуги як єМалятко (комплексна послуга при народженні дитини), зареєструвати бізнес і ФОП онлайн, сплачувати податки й подавати декларації, підписувати будь-які документи, змінювати місце реєстрації тощо.
Протягом 2019 року операторами мобільного зв'язку було значно розширено покриття території України мережами 4G, що дозволило збільшити до 78 % частку населення, яке може отримувати послуги мобільного широкосмугового доступу до мережі Інтернет. Водночас розширення території покриття мереж 4G та широке розповсюдження кінцевих обладнань споживачів, які працюють під керуванням операційних систем (смартфонів, планшетів), зумовили зростання обсягів споживання мобільного інтернет-трафіку. Крім того, продовжується поступове збільшення кількості споживачів послуг міжмашинної взаємодії (machine-to-machine, M2M) та послуг Інтернету речей (InternetofThings, IoT). Таким чином, надання послуг передавання даних, у тому числі доступу до мережі Інтернет, з кожним роком стає все більш ключовою статтею доходів операторів мобільного зв'язку.
17 грудня 2024 року Верховна Рада України ухвалила в першому читанні законопроєкт № 12094 щодо врегулювання у сфері електронних комунікацій, який має забезпечити доступ до швидкісного інтернету в сільській місцевості та на дорогах. Документ передбачає встановлення стандартів швидкості інтернет-з’єднання за межами великих населених пунктів. Важливим компонентом законопроєкту є запровадження системи контролю якості зв’язку.

## Порівняння з іншими країнами
- на середину 2012 року Україна входила до першої десятки країн Європи за кількістю інтернет-користувачів[61] — доступ до всесвітньої павутини мали до 15 млн українців.
- в Україні користувачами Інтернету були біля третини (33 %) жителів[38], а, наприклад, за даними internetworldstats.com[62], в США користуються всемережжям 69,6 % населення країни, в Німеччині 61,3 %, у Великій Британії 50,3 %, Франції 50,3 %, Польщі (62 %) та в Росії (44 %). 2012 року 50,9 % жителів Європейського Союзу користувалися всесвітнім павутинням.
- за вартістю домашнього (стаціонарного) Інтернету Україна посідала «третє місце з кінця»[40] серед 160 країн за рейтингом Міжнародного телекомунікаційного союзу.
- 2012 року в Україні середньомісячна вартість доступу до Інтернету становила трохи більше 75 гривень[40].
- Станом на кінець 2020 року, порівняно з іншими країнами, в Україні був досить недорогий доступ до Інтернету. Найдешевший пакет на місяць коштував $3,6, а найдорожчий — $13,5. Середня вартість доступу до мережі становила $6,5 (близько 180 грн). Для порівняння — трохи більше $12 на місяць коштував пакет в КНР та Грузії. У Литві найдешевший пакет на місяць — $3,5 (дешевше, ніж в Україні), найдорожчий — $28,2. Середньомісячна вартість виходить на рівні $12,9. У середньому в $31,7 на місяць обходився доступ до Інтернету у Франції та Італії. У Великій Британії така послуга ще дорожче. Найдешевший пакет коштував $23, найдорожчий — $68. У середньому на місяць виходило $35,7[63].